# Б-808 «Ярославль»
Б-808 «Ярославль» — дизель-электрическая подводная лодка проекта 877, построенная в 1986—1988 годах. По состоянию на 2023 год, входила в состав 161-й бригады подводных лодок Северного флота ВМФ России с базированием в Полярном, формально находится в ремонте, готовится к списанию. Название «Ярославль» передано строящейся подводной лодке проекта 677.

## История
В 1986 году подводная лодка была заложена на горьковском заводе «Красное Сормово», а в 1988 году спущена на воду. Изначально базировалась на Черноморском флоте, в 1989 году была переведена на Северный флот.
В период с 1995 по 2002 годы проходила средний ремонт в Мурманске, а в 2009 году — доковый ремонт в Снежногорске.
В 1999 году после подписания договора о шефских связях с администрацией города Ярославля получила название «Ярославль». В каждый призыв город направляет для службы на подводной лодке по три призывника.
В 2007 году представляла ВМФ России на главной базе ВМС Норвегии Хоконсверн в ходе неофициального визита.
По имевшейся на 23 апреля 2015 года информации, планировался средний ремонт ДЭПЛ с модернизацией на ЦС «Звёздочка». В IV квартале 2016 года подлодка «Ярославль» была отправлена на ремонт, который, по данным на конец 2019 года, по факту так и не был начат. В 2021 году ремонт признан нецелесообразным, лодка готовится к списанию. Власти Ярославля изъявили желание сохранить лодку в качестве музейного комплекса.

## Командиры
- 1988—1991: Гончарик А. А.
- 1991: Врублевский В. В.
- 1991—1996: Олейник А. П.
- 1996—2001: Сагитов А. Р.
- 2001—2003: Панченко А. С.
- 2003—2006: Назарьев А. А.
- 2006—2007: Виноградов Б.
- 2007—2011: Ниндаков А. В.
- 2011—2013: Михолап О. К.
- 2013—2015: Гусаров Ю.